# Happy Valley-Goose Bay
Happy Valley-Goose Bay är den största orten i Labrador i Kanada. Den hade 7 969 invånare år 2001, av vilka cirka 65 % hade europeiskt påbrå och cirka 35 % var First Nations. Goose Bay Airport ligger nära orten.
Här finns militärbasen Canadian Forces Base Goose Bay. 